# Nederlands Dans Theater

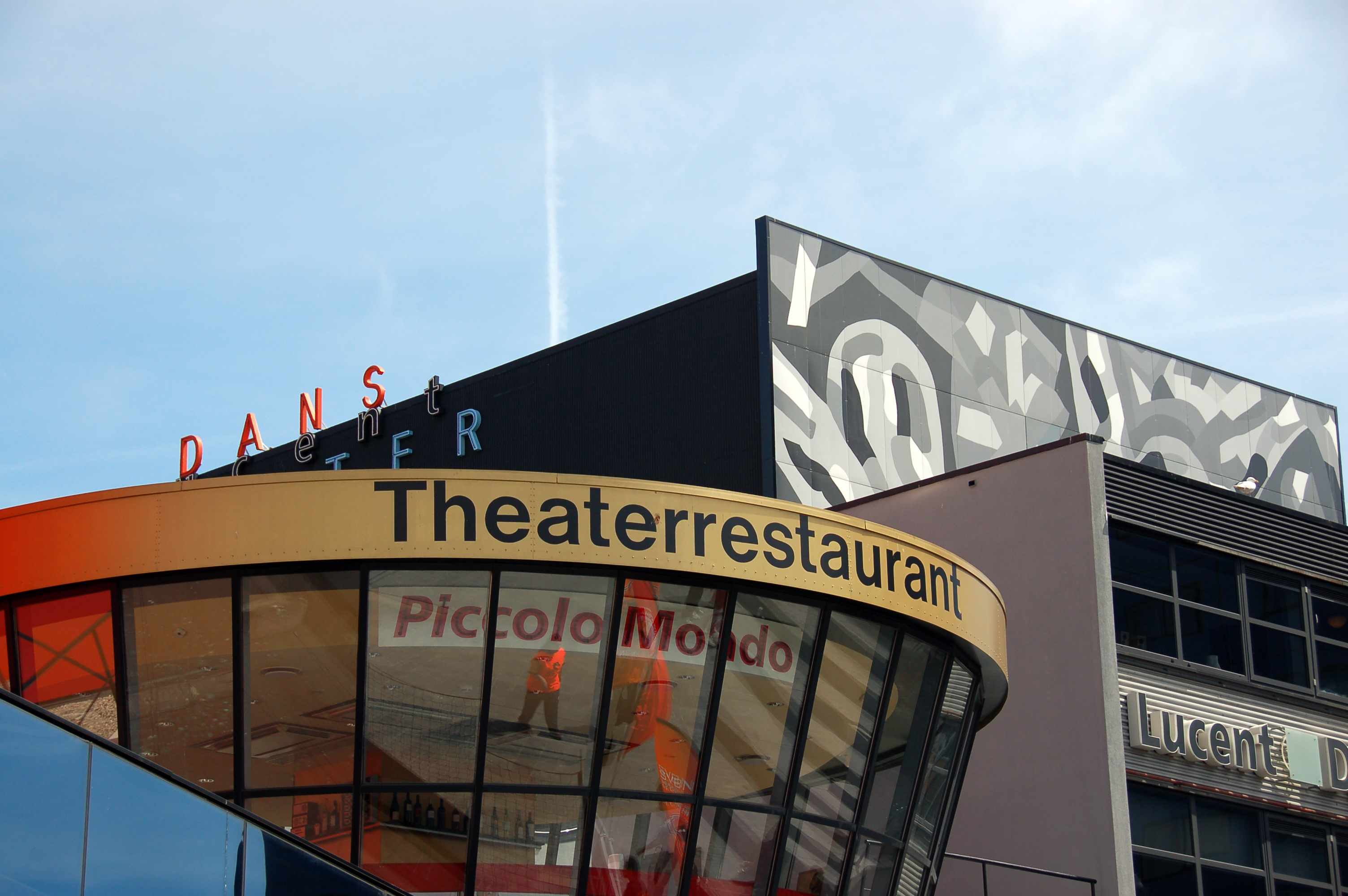
2015–16 abgerissenes Gebäude des Nederlands Dans Theater in den Haag

Das Nederlands Dans Theater (kurz NDT) ist eine in Den Haag ansässige Tanzkompanie mit zeitgenössischem Repertoire. Die 2015–16 abgerissene Spielstätte war das erste gebaute Werk des niederländischen Architekten Rem Koolhaas. Der Neubau wurde von dem Architekten Jo Coenen entworfen.

## Geschichte
NDT  wurde 1959 von Benjamin Harkarvy, Carel Birnie und 18 Tänzern des Het Nederlands Ballet (unter ihnen Hans van Manen und Rudi van Dantzig) gegründet. 1960 übernahm  van Manen das künstlerische Direktorat. Neben ihm wirkte von 1962 bis 1970 Glen Tetley als Choreograph. 
Nach anfänglichen Schwierigkeiten fand NDT, unter der Leitung von Benjamin Harkavy und Hans van Manen, bald internationale Anerkennung. Die Stilbesonderheiten der anfänglichen Splittergruppe regten auch das deutsche Tanztheater an.
Als 1970 van Manen und Tetley ausschieden, folgte eine Krise.  Doch 1975 übernahm Jiří Kylián für fast 20 Jahre die Leitung und choreografierte über 50 Werke für die Kompanie. 1999 übergab Kylián die künstlerische Leitung an Marianne Sarstädt. 2004 wurde Anders Hellström künstlerischer Leiter des NDT, ihm folgte 2012 Paul Lightfoot. Seit 2020 ist Emily Molnar Direktorin des NDT.

## NDT I, II und III
- NDT I ist die Hauptkompanie, bestehend aus 32 Tänzern.
- NDT II wurde 1978 gegründet und besteht aus 16 Tänzern im Alter zwischen 17 und 22 Jahren
- NDT III wurde 1991 gegründet. Es bestand aus Tänzern im Alter über 40 Jahre. Aus finanziellen Gründen wurde die Kompanie 2006 aufgelöst.